# Michel-Jean Cazabon
Michel-Jean Cazabon (Corinth Estate cerca de San Fernando, 20 de septiembre de 1813-Puerto España, 20 de noviembre de 1888) fue un pintor trinitario.

## Biografía
Era el más pequeño de cuatro hermanos. Su padre, François Cazabon, era un hombre de color libre proveniente de la Martinica que se mudó a Trinidad en 1783.
En 1826 partió a Inglaterra donde estudió en el St Edmund's College de Ware.
Regresó a Trinidad a los cuatro años y en 1837 se fue a París a estudiar medicina, pero lo dejó para estudiar pintura con Paul Delaroche. La fortuna de sus padres le permitió vivir sin ganar dinero mucho tiempo, e hizo el Grand Tour por Italia y Francia donde expuso por fin sus trabajos en el Salón de París en 1839. En 1843, se casó con Roslie Trolard y tuvieron tres hijos. En 1851 publicó en París su serie litográfica Views of Trinidad.
En 1852, regresó con su familia a Trinidad donde formó parte de la alta sociedad y trabajó dando clases de pintura e ilustrando para la prensa británica. 
En 1862, se instaló con su familia en  Saint-Pierre (Martinica), esperando hallar en la ciudad, conocida entonces como el « Petit Paris », la atmósfera intelectual y mundana a la que se le asemejaba Trinidad y le permitiría ser reconocido como verdadero artista, pero regresó a Trinidad en 1870 sin haber conseguido ese reconocimiento e intentó en Trinidad que lo reconocieran nuevamente como verdadero artista. Al fracasar también, cayó en el alcoholismo y murió en 1888 de un ataque cardíaco. Empero nunca dejó de pintar.